# L'illa del tresor (pel·lícula de 1934)
L'illa del tresor (títol original en anglès: Treasure Island) és una pel·lícula estatunidenca dirigida per Victor Fleming, estrenada el 1934.

## Argument
Billy Bones, abans de morir, dona al jove Jim Hawkins un mapa on s'indica la posició d'un tresor. Es posa en marxa per trobar aquest tresor però el pirata Long John Silver cobeja igualment el botí.

## Repartiment
- Wallace Beery: Long John Silver
- Jackie Cooper: Jim Hawkins
- Lionel Barrymore: capità Billy 'Bill' Bones
- Otto Kruger: Dr. Livesey
- Lewis Stone: capità Alexander Smollett
- Nigel Bruce: Squire Trelawney
- Charles 'Chic' Sale: Benjamin 'Ben' Gunn
- William V. Mong: Blind Pew
- Charles McNaughton: Black Dog
- Dorothy Peterson: Mrs. Hawkins
- Douglass Dumbrille: 'Ugly' Israël Hands
- Edmund Breese: Anderson
- Olin Howland: Dick
- Charles Irwin: Abraham Gray
- Edward Pawley: William O'Brien

I, entre els actors que no surten als crèdits:
- Bruce Bennett (llavors Herman Brix): un home a la taverna
- J.M. Kerrigan: Tom Morgan